# Fågelvikshöjden
Fågelvikshöjden är en tätort på Ingarö i Värmdö kommun, Stockholms län. Vid SCBs avgränsning 2023 klassades bebyggelsen i den tidigare tätorten  Brunn som en del av denna tätort som samtidigt av SCB namnsattes till Fågelvikshöjden och Brunn.

## Befolkningsutveckling
| Befolkningsutvecklingen i Fågelvikshöjden 2000–2020                                  | Befolkningsutvecklingen i Fågelvikshöjden 2000–2020 | Befolkningsutvecklingen i Fågelvikshöjden 2000–2020 | Befolkningsutvecklingen i Fågelvikshöjden 2000–2020 | Befolkningsutvecklingen i Fågelvikshöjden 2000–2020 |
| ------------------------------------------------------------------------------------ | --------------------------------------------------- | --------------------------------------------------- | --------------------------------------------------- | --------------------------------------------------- |
|                                                                                      |                                                     |                                                     |                                                     |                                                     |
| År                                                                                   |                                                     |                                                     | Folkmängd                                           | Areal (ha)                                          |
| 2000                                                                                 | 2000                                                |                                                     | 670                                                 | 36                                                  |
| 2005                                                                                 | 2005                                                |                                                     | 1 015                                               | 49                                                  |
| 2010                                                                                 | 2010                                                |                                                     | 1 043                                               | 49                                                  |
| 2015                                                                                 | 2015                                                |                                                     | 2 302                                               | 580                                                 |
| 2020                                                                                 | 2020                                                |                                                     | 2 333                                               | 581                                                 |
| Anm.: Ny tätort 2000. Sammanvuxen med Återvall och Hedvigsberg 2015 samt Brunn 2023. |                                                     |                                                     |                                                     |                                                     |